# Ziegenrennen auf Tobago

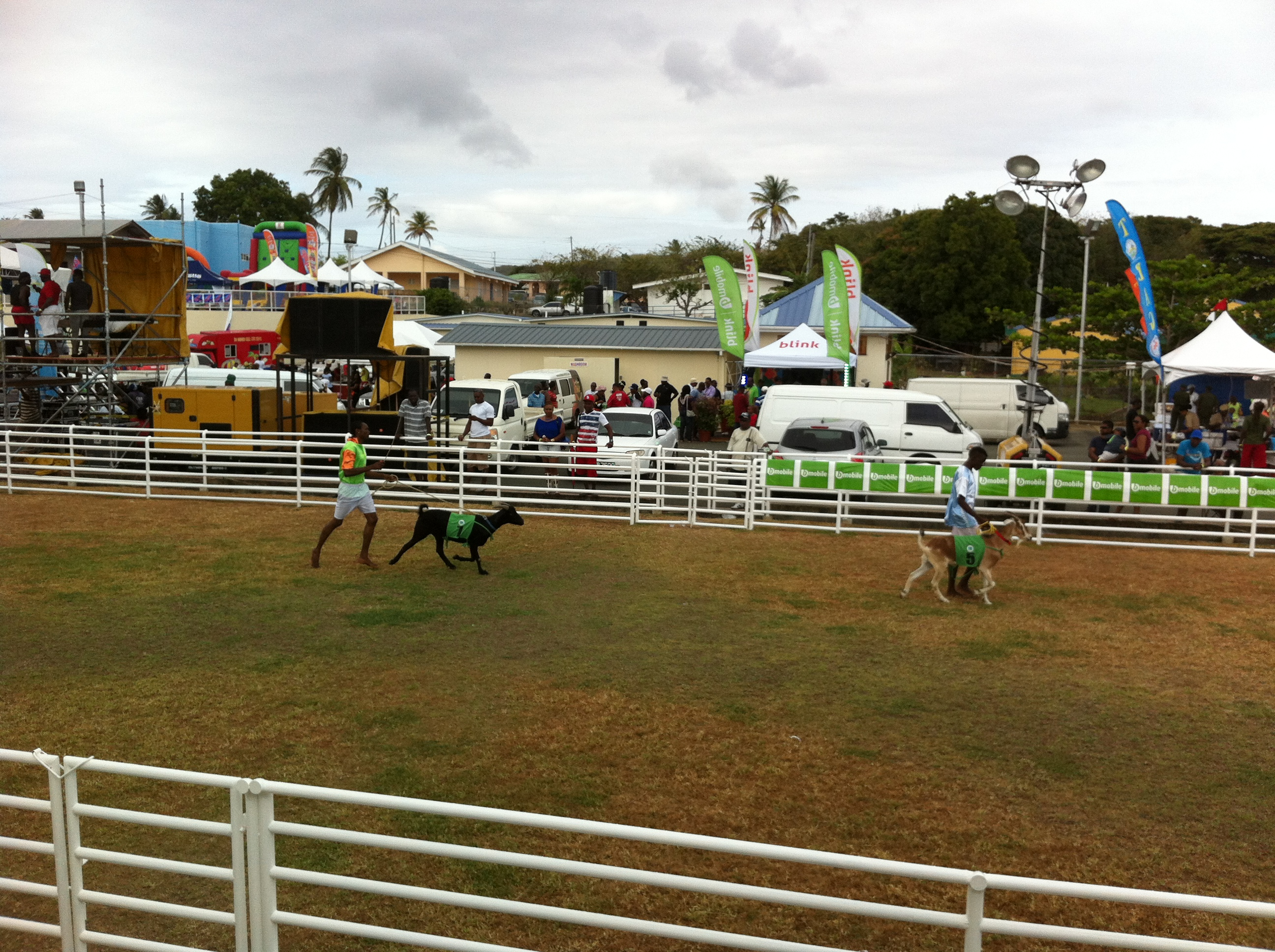
Buccoo Goat Race Festival (2014)

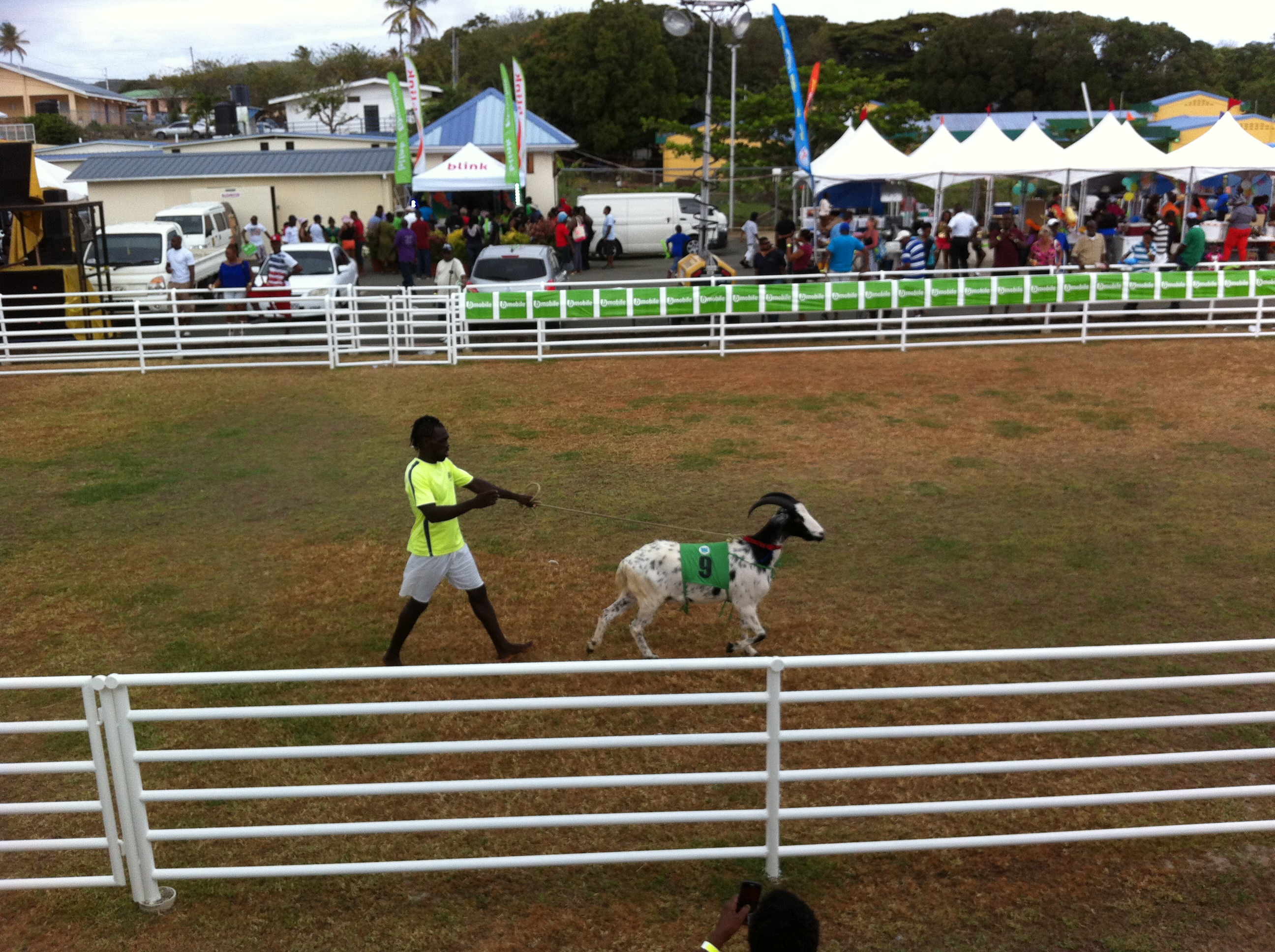
Buccoo Goat Race Festival (2014)

Ziegenrennen (engl. Goat racing) ist eine Veranstaltung, die ihren Ursprung in Buccoo auf der Insel Tobago hat. Er wurde 1925 von einem Barbadier, Samuel Callendar, ins Leben gerufen und findet aus historischen Gründen am Dienstag nach Ostern statt, der in Trinidad und Tobago als Easter Tuesday bekannt und ein inoffizieller Feiertag ist. Das Buccoo Goat Race Festival zieht jährlich Tausende von Zuschauern, hauptsächlich aus Trinidad, an.

## Vorbereitung
Die Ziegen werden vor dem Rennen mindestens zwei Monate lang trainiert, um Geschwindigkeit und Kraft zu entwickeln. Mit einem Seil, das um den Hals der Ziege gebunden wird, bringt ein Trainer der Ziege bei, immer schneller zu laufen, bis die Ziege direkt vor oder neben dem Trainer läuft. Der Trainer schließt auch Schwimmen ins Training ein, um die Kraft und Muskelmasse der Ziege aufzubauen.